# ファンアート

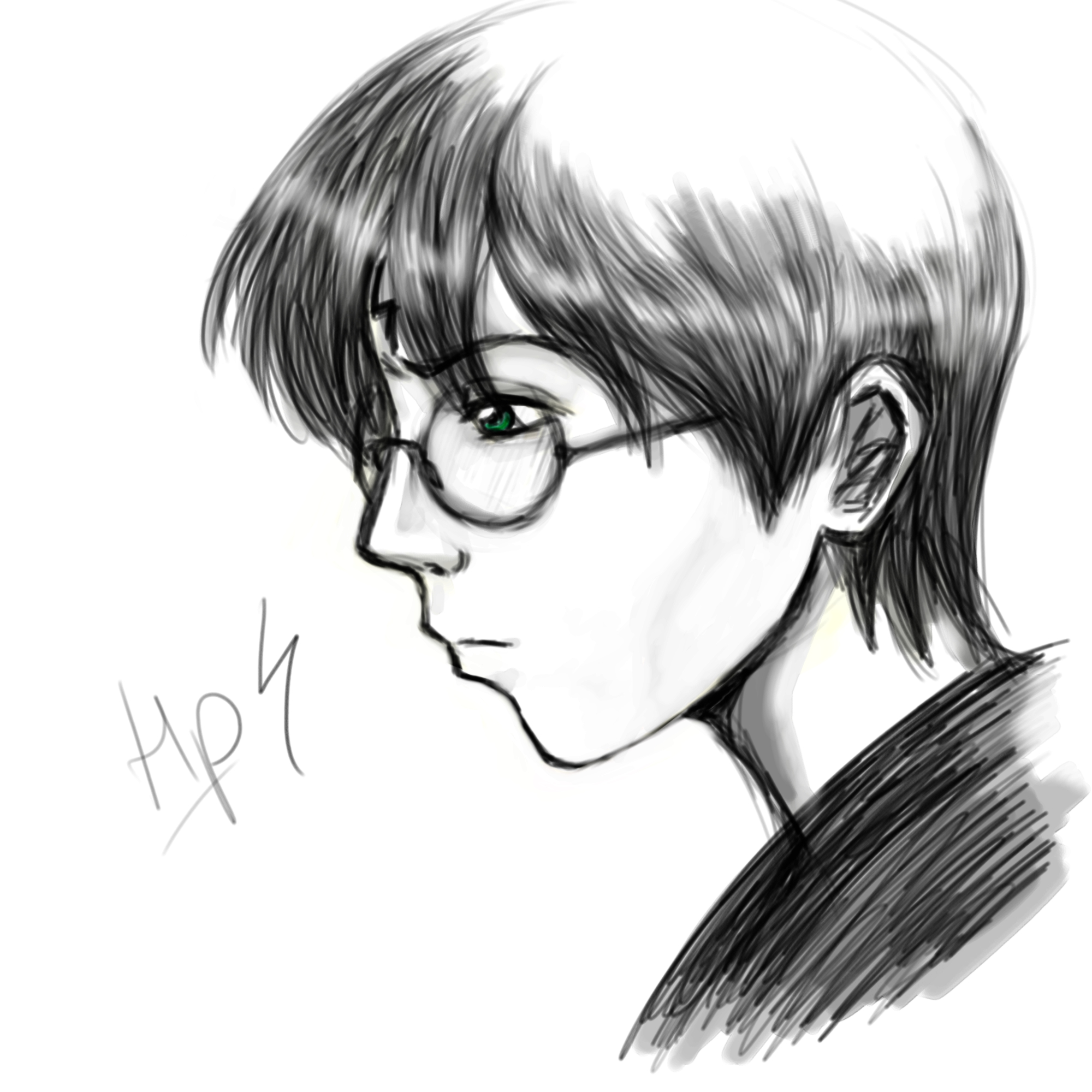
ファンアートの一例。 ハリー・ポッター の肖像

ファンアートとは、他者が創作したキャラクター、衣装、道具、もしくはストーリーをもとにした作品のことである。この用語は、小説のキャラクターのファンが作成した作品にも適用できるが、通常は漫画、映画、テレビゲームのような視覚媒体からの二次創作を指すために使われる。

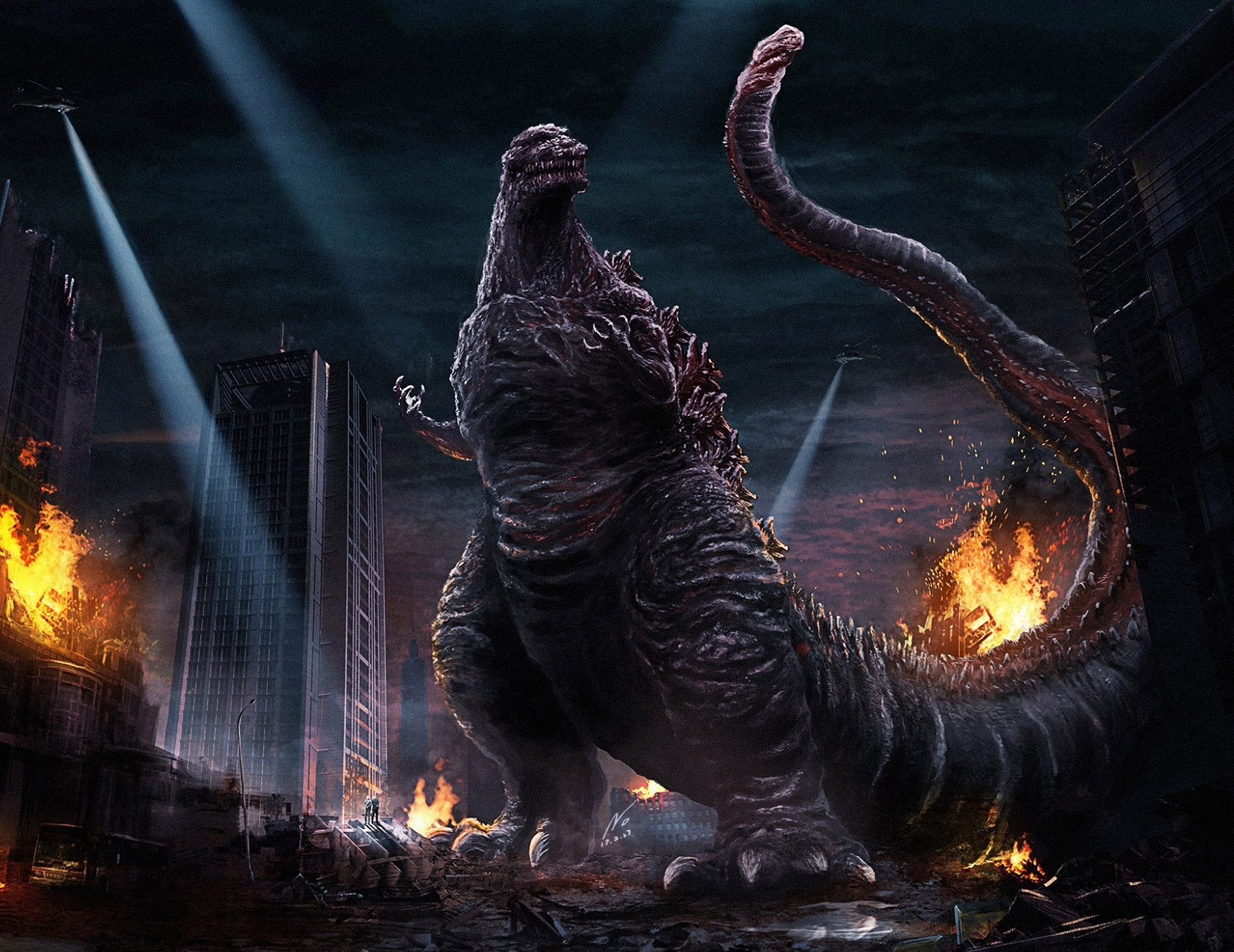
「シン・ゴジラ」のファンアート

通常、その二次創作に関して報酬を得ていない作者の作品を指す。したがって、たとえば、映画『スター・ウォーズ』の商業的な漫画化はファンアートとはみなされないが、無関係なファンが漫画化したものはファンアートである(但し、著作者に無断で営利目的で二次創作することは著作権の侵害に該当し、違法である)。

## 著作権

### 日本
著作権法における非親告罪化に関して、「TPP関連法案国会審議」に基づく同法の改正案が可決成立し、非親告罪化規定が、TPP11協定発効日である2018年（平成30年）12月30日から施行される事が決定した。
非親告罪化については同人誌活動などでの表現活動への萎縮効果が指摘されたため、同項には注記で「市場における著作物…の利用のための権利者の能力に影響を与える場合に限定することができる」と付け加えられた。日本では著作権等を侵害する行為のうち以下の要件のすべてに該当する場合に非親告罪化されることとなった。
- 侵害者が，侵害行為の対価として財産上の利益を得る目的又は有償著作物等（権利者が有償で公衆に提供・提示している著作物等）の販売等により権利者の得ることが見込まれる利益を害する目的を有していること
- 有償著作物等を「原作のまま」公衆譲渡若しくは公衆送信する侵害行為又はこれらの行為のために有償著作物等を複製する侵害行為であること
- 有償著作物等の提供又は提示により権利者の得ることが見込まれる「利益が不当に害されることとなる場合」であること

### 米国
米国におけるファンアートの法的な状態には、合衆国著作権法の曖昧さのために微妙な問題がある。一般に、作品を複製したり展示したりする権利は合衆国法典第17編第107条 17 U.S.C. § 107によりその最初の著作者の管理下にある。しかし、以前に創作された作品の設定やキャラクターを使ったファンアートは二次的著作物と考えられ、その著作権は原著作物の著作権者の管理下に置かれる。二次的著作物と考えられるファンアートの展示や頒布は違法である。しかし、合衆国著作権法は二次的著作物が公正な利用の免除規定に該当する場合、その複製、展示および頒布を許容している。米国の法廷も通常この類型に該当するパロディや一部のファンアートに広い保護を認めている。この適法性はしばしば訴訟の判決が下るまで決定できない。